# Политикологија религије
Политикологија религије је једна од најмлађих политиколошких дисциплина. Настала је у последњим деценијама двадесетог века. Српски политиколог и универзитетски професор Мирољуб Јевтић је оснивач ове дисциплине.

## Поља истраживања
Основна поља истраживања политикологије религије, која се налазе у сталном развоју, јесу:
- Све оно у оквиру религијских учења и религијске праксе што има директну политичку садржину и поруку. На пример религијско схватање: власти, моћи, политичког ауторитета, државе, политичког организовања, рата, мира и тако даље
- Све оно у оквиру религијског понашања и религијске праксе што нема директну политичку садржину и поруку, али има директне политичке последице. На пример: подизање верских објеката и ходочашћа
- Ставови субјеката политике у ужем смислу према религији и верским заједницама. На пример: ставови политичких партрија и група за притисак према религији и верским заједницама
- Све оно у оквиру наизглед сасвим секуларног друштвеног понашања које нема никакве религијске мотиве али изазива религијске последице

На пример: Ако у једном више-конфесионалном друштву припадници једне религије стекну монопол над неком привредном граном, то изазива политичке последице.

На основу свега реченог Политикологија религије би се могла дефинисати као једна од најмлађих политиколошких дисциплина која проучава утицај религије на политику и политике на религију. С посебним освртом на односе субјеката политике у најужем смислу према религији и верским заједницама
У САД У оквиру америчког удружења за политичке науке постоји секција „Религија и политика“. Политикологија религије је, као формирана дисциплина политичких наука, са посебним предметом истраживања први пут у читавом свету почела да се предаје на ФПН у Београду школске 1993&94. Прву планетарну дефиницију и предмет истраживања одредио је професор Мирољуб Јевтић. Та дефиниција и предмет доминирају на свим великим светским језицима на интернету. Први научни часопис, посвећен објављивању радова из ове дисциплине је, такође, почео да се штампа у Београду у фебруару 2007. године. Часопис се зове „Политикологија религије“, а издаје га „Центар за проучавање религије и верску толеранцију“.